# FUT6
Альфа-(1, 3)-фукозилтрансфераза 6 (англ. Alpha-(1,3)-fucosyltransferase 6; КФ 2.4.1.152) — фермент трансфераза семейства гликозилтрансфераз 10 (фукозилтрансфераз), продукт гена человека FUT6. Участвует в гликозилировании белков.

## Функции
Фермент переносит фукозил с ГДФ-β-L-фукозы на альфа-2,3-сиалированную полисахаридную цепь. Участвует в синтезе лиганда E-селектина антигена сиалил-Lewis X (CD15).

## Структура и внутриклеточная локализация
FUT6 состоит из 359 аминокислоты, молекулярная масса 41,9 кДа. Как и другие фукозилтрансферазы этот белок, локализован на мембранах транс-отдела аппарата Гольджи. Существует, по крайней мере, 2 изоформы белка.

## Экспрессия
Экспрессирован в почках, печени, тонком кишечнике, мочевом пузыре, яичниках и слюнных железах. 